# Opharus major
Opharus major là một loài bướm đêm thuộc phân họ Arctiinae, họ Erebidae.